# (36399) 2000 OV46
2000 OV46 (asteroide 36399) é um asteroide da cintura principal. Possui uma excentricidade de 0.18832280 e uma inclinação de 4.70116º.
Este asteroide foi descoberto no dia 31 de julho de 2000 por LINEAR em Socorro.